# Giovanni Arrivabene
Giovanni Arrivabene (Mantova, 24 giugno 1787 – Mantova, 11 gennaio 1881) è stato un patriota, politico ed economista italiano.

## Biografia
Figlio del conte Alessandro e di Adelaide Malaspina della Bastia, durante l'occupazione napoleonica fu costretto all'esilio insieme alla famiglia, ritenuta leale all'Austria.
Di idee liberali, rientrato in Patria con la Restaurazione, fondò nei suoi possedimenti una scuola di mutuo insegnamento, frequentata da duecento fanciulli. L'impronta liberale suscitò i sospetti degli austriaci, che imposero la chiusura della scuola e arrestarono Arrivabene (1821).
Rilasciato, si rifugiò dapprima in Svizzera, quindi in Belgio e infine a Londra. Nell'ambito del processo che condannò i cospiratori milanesi a capo dei quali il tribunale austriaco pose il conte Federico Confalonieri, il 21 gennaio 1824 Giovanni Arrivabene fu condannato a morte in contumacia
. La confisca dei beni e la condanna capitale gli furono revocate nel 1838.
Prese parte ai moti del 1848 in Lombardia e, dopo la loro repressione, trovò nuovamente rifugio in Belgio, dove si dedicò ad opere benefiche.
Nel 1859 rientrò in Patria e l'anno seguente fu nominato Senatore del Regno.
Pubblicò volumi di economia e di storia e le Memorie della mia vita.